# Бенневиц
Бенневиц (нем. Bennewitz) — община в Германии, в земле Саксония. Подчиняется административному округу Лейпциг. Входит в состав района Лейпциг.  Население составляет 5106 человек (на 31 декабря 2010 года). Занимает площадь 46,42 км².
Община подразделяется на 12 сельских округов.

## Известные уроженцы
- Кунц, Альберт (1896—1945) — немецкий политик, подпольщик, антифашист.